# Sidama (vùng)
Vùng Sidama là một vùng hành chính của Ethiopia, đây là vùng trước đây của Vùng Các dân tộc Phương Nam vào ngày 18 tháng 6 năm 2020, vùng có diện tích 6538km2, và dân số 4,200,000, thủ phủ của vùng là Hawassa, giống tên của Vùng Các dân tộc Phương Nam